# Агентство Северо-Восточной границы
Агентство Северо-Восточной границы (англ. North-East Frontier Agency, NEFA) — одна из составных частей Британской Индии, а впоследствии (до 1972 года) — Индии. Административный центр — Шиллонг.

## История
После того как в 1914 году Великобритания объявила «линию Мак-Магона» северо-восточной границей Индии и включила Южный Тибет в состав Ассама, из округов Дарранг и Лакхимпур провинции Ассам Британской Индии были выделены некоторые территории, преимущественно населённые племенами, и из них были образованы Северо-Восточные пограничные участки (англ. North-East Frontier Tracts, NEFT). Изначально NEFT делились на Центрально-Восточный сектор (состоящий из созданного в 1882 году Дибругархского пограничного участка и территорий к югу от него) и Западный сектор; каждым сектором управлял политофицер. В 1919 году Центрально-Восточный сектор был переименован в Садияский пограничный участок, а Западный — в Балипараский пограничный участок; в этом же году был создан Лакхимпурский пограничный участок. С 1937 года Садияский, Балипараский и Лакхимпурский участки стали известны под общим названием Исключённые районы провинции Ассам (англ. Excluded Areas of province of Assam). В 1943 году из прилегающих районов Садияского и Лакхимпурского участков был создан Тирапский пограничный участок. В 1946 году Балипараский участок был разделён на Селаское подагентство и Субансирийскую область.
После обретения Индией независимости в 1947 году NEFT стали частью штата Ассам. В 1948 году Садияский пограничный участок был разделён на Район холмов Абор и Район холмов Мишми. В 1950 году равнинные части всех пограничных участков (Балипараского, Тирапского, Района холмов Абор и Района холмов Мишми) были переданы под управление правительства штата Ассам, а оставшиеся горные территории стали Районом племён штата Ассам. В 1951 году Балипараский и Тирапский пограничные участки, Район холмов Абор, Район холмов Мишми и Районы племён нага были переименованы в Северо-Восточное пограничное агентство (NEFA).
26 января 1954 года NEFA было разделено на 6 пограничных отделов (англ. frontier divisions): Каменг (бывшее Селаское подагентство), Субансири (бывшая Субансирийская область), Тирап (бывший Тирапский пограничный участок), Сианг (бывший Район холмов Абор), Лохит (бывший Район холмов Мишми) и Туэнсанг. 1 декабря 1957 года Туэнсанг был отделён от Агентства и объединён со вновь созданным Округом холмов Нага, образовав Область Холмы нага — Тэнсанг. 1 августа 1965 года управление Агентством было передано от Министерства внешних сношений Министерству внутренних дел, и 1 декабря 1965 года пять пограничных отделов (Каменг, Субансири, Тирап, Сианг, Лохит) были преобразованы в округа, вместо политофицера управлять округами стал заместитель комиссара. В 1967 году для улучшения управления был создан Совет Агентства.
До 1972 года Агентство считалось частью штата Ассам и управлялось президентом Индии через губернатора Ассама в качестве своего агента. 21 января 1972 года Агентство было преобразовано в Союзную территорию Аруначал-Прадеш, управляемую Главным комиссаром.